# Andrulla Blanchette
Andrulla Blanchette, född 29 juli 1966, är en brittisk kroppsbyggare och fitnessmodell.
År 1996 blev Andrulla utnämnd till "European Bodybuilder of the year" av tidningen Women's Physique World. Hon vann Ms. Olympias lättviktstitel år 2000, och året därpå missade hon titeln med små marginaler.
Utöver sin kroppsbyggning, sitt arbete som fitnessmodell och personlig tränare, är hon även en certifierad reikimästare.

## Tävlingshistoria
(numren står för placering)
- 1986 - IFBB Junior Worlds - 4
- 1986 - Place Junior British Championship - 1
- 1986 - EFBB Qualifier (for the under 21s) - 1
- 1986 - Miss Capital City - 1
- 1988 - IFBB Women's World Championship, Puerto Rico) - 10
- 1992 - IFBB Women's World Championship (Rimini) - 3
- 1992 - World Amateur Championships - 3
- 1993 - IFBB European Championships, Hungary - 1
- 1993 - IFBB World Games, Holland - 1
- 1995 - Jan Tana Pro Classic - 6
- 1996 - IFBB Grand Prix Prague - 3
- 1996 - IFBB Grand Prix Slovakia - 3
- 1996 - Ms. International - 11
- 1996 - IFBB Ms. Olympia - 8
- 1997 - IFBB Ms. Olympia - 7
- 1998 - Ms. International - 6
- 1998 - IFBB Ms. Olympia - 6
- 1999 - Ms. International - 5
- 1999 - IFBB Ms. Olympia - 7
- 2000 - Ms. International - 2 (Lättvikt)
- 2000 - IFBB Ms. Olympia - 1 (Lättvikt)
- 2001 - IFBB Ms. Olympia - 2 (Lättvikt)
- 2002 - Ms. International - (Lättvikt)